# Ratancha Majhagau
Ratancha Majhagau (nep. रतन्छा माझगाउँ) – gaun wikas samiti we wschodniej części Nepalu w strefie Sagarmatha w dystrykcie Khotang. Według nepalskiego spisu powszechnego z 2001 roku liczył on 597 gospodarstw domowych i 3221 mieszkańców (1678 kobiet i 1543 mężczyzn).